# کافس هاربر
بندر کافس (به انگلیسی: Coffs Harbour) یک شهر در استرالیا است که در نیو ساوت ولز واقع شده‌است.

## خواهرخوانده
شهر ساسه‌بو، ناگازاکی خواهرخواندهٔ بندر کافس هست.